# Grand Prix Abu Zabi 2020
Grand Prix Abu Zabi 2020, oficjalnie Formula 1 Etihad Airways Abu Dhabi Grand Prix 2020 – siedemnasta i ostatnia runda Mistrzostw Świata Formuły 1 w sezonie 2020. Grand Prix odbyło się w dniach 11–13 grudnia 2020 na torze Yas Marina Circuit na wyspie Yas, Abu Zabi. Wyścig wygrał po starcie z pole position Max Verstappen (Red Bull), a na podium stanęli także obaj kierowcy Mercedesa – Valtteri Bottas i Lewis Hamilton.

## Tło
Pierwotny kalendarz Formuły 1 na sezon 2020 zakładał organizację 22 eliminacji, w tym wyścigu o Grand Prix Abu Zabi 29 listopada. Jednakże w związku z pandemią COVID-19 znacznie przeprojektowano kalendarz, 25 sierpnia potwierdzono o dodaniu Grand Prix Abu Zabi do kalendarza.
Robert Kubica wystartował w tym weekendzie, w pierwszym treningu zastąpił Antonio Giovinazziego (Alfa Romeo).
Lewis Hamilton uzyskał negatywny wynik testu na SARS-CoV-2 przez co wrócił na GP Abu Zabi po tym jak nie wystąpił w poprzednim wyścigu i zastępował go George Russell, przez to Russell będzie kierowcą Williamsa w tym wyścigu.

## Lista startowa
Na niebieskim tle kierowcy biorący udział jedynie w piątkowych treningach.
| Nr          | Kierowca           | Zespół                        | Samochód                           | Silnik                      | Opony |
| ----------- | ------------------ | ----------------------------- | ---------------------------------- | --------------------------- | ----- |
| 3           | Daniel Ricciardo   | Renault DP World F1 Team      | Renault R.S.20                     | Renault E-Tech 20 1,6 V6T   | P     |
| 4           | Lando Norris       | McLaren F1 Team               | McLaren MCL35                      | Renault E-Tech 20 1,6 V6T   | P     |
| 5           | Sebastian Vettel   | Scuderia Ferrari              | Ferrari SF1000                     | Ferrari 065 1,6 V6T         | P     |
| 6           | Nicholas Latifi    | Williams Racing               | Williams FW43                      | Mercedes-AMG F1 M11 1,6 V6T | P     |
| 7           | Kimi Räikkönen     | Alfa Romeo Racing ORLEN       | Alfa Romeo C39                     | Ferrari 065 1,6 V6T         | P     |
| 10          | Pierre Gasly       | Scuderia AlphaTauri Honda     | AlphaTauri AT01                    | Honda RA620H 1,6 V6T        | P     |
| 11          | Sergio Pérez       | BWT Racing Point F1 Team      | Racing Point RP20                  | BWT Mercedes 1,6 V6T        | P     |
| 16          | Charles Leclerc    | Scuderia Ferrari              | Ferrari SF1000                     | Ferrari 065 1,6 V6T         | P     |
| 18          | Lance Stroll       | BWT Racing Point F1 Team      | Racing Point RP20                  | BWT Mercedes 1,6 V6T        | P     |
| 20          | Kevin Magnussen    | Haas F1 Team                  | Haas VF-20                         | Ferrari 065 1,6 V6T         | P     |
| 23          | Alexander Albon    | Aston Martin Red Bull Racing  | Red Bull RB16                      | Honda RA620H 1,6 V6T        | P     |
| 26          | Daniił Kwiat       | Scuderia AlphaTauri Honda     | AlphaTauri AT01                    | Honda RA620H 1,6 V6T        | P     |
| 31          | Esteban Ocon       | Renault DP World F1 Team      | Renault R.S.20                     | Renault E-Tech 20 1,6 V6T   | P     |
| 33          | Max Verstappen     | Aston Martin Red Bull Racing  | Red Bull RB16                      | Honda RA620H 1,6 V6T        | P     |
| 44          | Lewis Hamilton     | Mercedes-AMG Petronas F1 Team | Mercedes-AMG F1 W11 EQ Performance | Mercedes-AMG F1 M11 1,6 V6T | P     |
| 50          | Mick Schumacher    | Haas F1 Team                  | Haas VF-20                         | Ferrari 065 1,6 V6T         | P     |
| 51          | Pietro Fittipaldi  | Haas F1 Team                  | Haas VF-20                         | Ferrari 065 1,6 V6T         | P     |
| 55          | Carlos Sainz Jr.   | McLaren F1 Team               | McLaren MCL35                      | Renault E-Tech 20 1,6 V6T   | P     |
| 63          | George Russell     | Williams Racing               | Williams FW43                      | Mercedes-AMG F1 M11 1,6 V6T | P     |
| 77          | Valtteri Bottas    | Mercedes-AMG Petronas F1 Team | Mercedes-AMG F1 W11 EQ Performance | Mercedes-AMG F1 M11 1,6 V6T | P     |
| 88          | Robert Kubica      | Alfa Romeo Racing ORLEN       | Alfa Romeo C39                     | Ferrari 065 1,6 V6T         | P     |
| 99          | Antonio Giovinazzi | Alfa Romeo Racing ORLEN       | Alfa Romeo C39                     | Ferrari 065 1,6 V6T         | P     |
| Źródło: FIA |                    |                               |                                    |                             |       |

## Wyniki

### Zwycięzcy sesji treningowych
| Sesja       | Nr | Kierowca        | Konstruktor | Czas     | Okr. |
| ----------- | -- | --------------- | ----------- | -------- | ---- |
| 1           | 33 | Max Verstappen  | Red Bull    | 1:37,378 | 26   |
| 2           | 77 | Valtteri Bottas | Mercedes    | 1:36,276 | 28   |
| 3           | 33 | Max Verstappen  | Red Bull    | 1:36,251 | 16   |
| Źródło: FIA |    |                 |             |          |      |

### Kwalifikacje
| P                    | Nr | Kierowca           | Konstruktor               | Czasy w kwalifikacjach | Czasy w kwalifikacjach | Czasy w kwalifikacjach | Poz. s. |
| P                    | Nr | Kierowca           | Konstruktor               | Q1                     | Q2                     | Q3                     | Poz. s. |
| -------------------- | -- | ------------------ | ------------------------- | ---------------------- | ---------------------- | ---------------------- | ------- |
| 1                    | 33 | Max Verstappen     | Red Bull Racing-Honda     | 1:35,993               | 1:35,641               | 1:35,246               | 1       |
| 2                    | 77 | Valtteri Bottas    | Mercedes                  | 1:35,699               | 1:35,527               | 1:35,271               | 2       |
| 3                    | 44 | Lewis Hamilton     | Mercedes                  | 1:35,528               | 1:35,466               | 1:35,332               | 3       |
| 4                    | 4  | Lando Norris       | McLaren-Renault           | 1:36,016               | 1:35,849               | 1:35,497               | 4       |
| 5                    | 23 | Alexander Albon    | Red Bull Racing-Honda     | 1:36,106               | 1:35,654               | 1:35,571               | 5       |
| 6                    | 55 | Carlos Sainz Jr.   | McLaren-Renault           | 1:36,517               | 1:36,192               | 1:35,815               | 6       |
| 7                    | 26 | Daniił Kwiat       | AlphaTauri-Honda          | 1:36,459               | 1:36,214               | 1:35,963               | 7       |
| 8                    | 18 | Lance Stroll       | Racing Point-BWT Mercedes | 1:36,502               | 1:36,143               | 1:36,046               | 8       |
| 9                    | 16 | Charles Leclerc    | Ferrari                   | 1:35,881               | 1:35,932               | 1:36,065               | 12      |
| 10                   | 10 | Pierre Gasly       | AlphaTauri-Honda          | 1:36,545               | 1:36,282               | 1:36,242               | 9       |
| 11                   | 31 | Esteban Ocon       | Renault                   | 1:36,783               | 1:36,359               |                        | 10      |
| 12                   | 3  | Daniel Ricciardo   | Renault                   | 1:36,704               | 1:36,406               |                        | 11      |
| 13                   | 5  | Sebastian Vettel   | Ferrari                   | 1:36,655               | 1:36,631               |                        | 13      |
| 14                   | 99 | Antonio Giovinazzi | Alfa Romeo-Ferrari        | 1:37,075               | 1:38,248               |                        | 14      |
| 15                   | 11 | Sergio Pérez       | Racing Point-BWT Mercedes | 1:36,034               | –                      |                        | 19      |
| 16                   | 7  | Kimi Räikkönen     | Alfa Romeo-Ferrari        | 1:37,555               |                        |                        | 15      |
| 17                   | 20 | Kevin Magnussen    | Haas-Ferrari              | 1:37,863               |                        |                        | 20      |
| 18                   | 89 | George Russell     | Williams-Mercedes         | 1:38,045               |                        |                        | 16      |
| 19                   | 51 | Pietro Fittipaldi  | Haas-Ferrari              | 1:38,173               |                        |                        | 17      |
| 20                   | 6  | Nicholas Latifi    | Williams-Mercedes         | 1:38,443               |                        |                        | 18      |
| 107% czasu: 1:42,214 |    |                    |                           |                        |                        |                        |         |
| Źródło:              |    |                    |                           |                        |                        |                        |         |

Uwagi
1. ↑  Charles Leclerc otrzymał karę cofnięcia o 3 pozycje za spowodowanie kolizji podczas Grand Prix Sakhiru[10].
2. ↑  Sergio Pérez otrzymał karę cofnięcia na koniec stawki za wymianę elementów jednostki napędowej ponad regulaminowy limit[11].
3. ↑  Kevin Magnussen otrzymał karę cofnięcia na koniec stawki za wymianę elementów jednostki napędowej ponad regulaminowy limit[12].

### Wyścig
| P           | Nr | Kierowca           | Konstruktor               | Okr. | Czas         | Start | +/−       | Punkty |
| ----------- | -- | ------------------ | ------------------------- | ---- | ------------ | ----- | --------- | ------ |
| 1           | 33 | Max Verstappen     | Red Bull Racing-Honda     | 55   | 1:36:28,645  | 1     | Bez zmian | 25     |
| 2           | 77 | Valtteri Bottas    | Mercedes                  | 55   | +15,976      | 2     | Bez zmian | 18     |
| 3           | 44 | Lewis Hamilton     | Mercedes                  | 55   | +18,415      | 3     | Bez zmian | 15     |
| 4           | 23 | Alexander Albon    | Red Bull Racing-Honda     | 55   | +19,987      | 5     | 1         | 12     |
| 5           | 4  | Lando Norris       | McLaren-Renault           | 55   | +1:00,729    | 4     | 1         | 10     |
| 6           | 55 | Carlos Sainz Jr.   | McLaren-Renault           | 55   | +1:05,662    | 6     | Bez zmian | 8      |
| 7           | 3  | Daniel Ricciardo   | Renault                   | 55   | +1:13,748    | 11    | 4         | 6+1    |
| 8           | 10 | Pierre Gasly       | AlphaTauri-Honda          | 55   | +1:29,718    | 9     | 1         | 4      |
| 9           | 31 | Esteban Ocon       | Renault                   | 55   | +1:41,069    | 10    | 1         | 2      |
| 10          | 18 | Lance Stroll       | Racing Point-BWT Mercedes | 55   | +1:42,738    | 8     | 2         | 1      |
| 11          | 26 | Daniił Kwiat       | AlphaTauri-Honda          | 54   | +1 okrążenie | 7     | 4         |        |
| 12          | 7  | Kimi Räikkönen     | Alfa Romeo-Ferrari        | 54   | +1 okrążenie | 15    | 3         |        |
| 13          | 16 | Charles Leclerc    | Ferrari                   | 54   | +1 okrążenie | 12    | 1         |        |
| 14          | 5  | Sebastian Vettel   | Ferrari                   | 54   | +1 okrążenie | 13    | 1         |        |
| 15          | 89 | George Russell     | Williams-Mercedes         | 54   | +1 okrążenie | 16    | 1         |        |
| 16          | 99 | Antonio Giovinazzi | Alfa Romeo-Ferrari        | 54   | +1 okrążenie | 14    | 2         |        |
| 17          | 6  | Nicholas Latifi    | Williams-Mercedes         | 54   | +1 okrążenie | 18    | 1         |        |
| 18          | 20 | Kevin Magnussen    | Haas-Ferrari              | 54   | +1 okrążenie | 20    | 2         |        |
| 19          | 51 | Pietro Fittipaldi  | Haas-Ferrari              | 53   | +2 okrążenia | 17    | 2         |        |
| NS          | 11 | Sergio Pérez       | Racing Point-BWT Mercedes | 8    | NU (silnik)  | 19    |           |        |
| Źródło: FIA |    |                    |                           |      |              |       |           |        |

Uwagi
1. ↑  Dodatkowy 1 punkt jest przyznawany kierowcy, który ustanowił najszybsze okrążenie w wyścigu, pod warunkiem, że ukończył wyścig w pierwszej 10.

### Najszybsze okrążenie
| Nr          | Kierowca         | Konstruktor | Czas     | Okr. |
| ----------- | ---------------- | ----------- | -------- | ---- |
| 3           | Daniel Ricciardo | Renault     | 1:40,926 | 55   |
| Źródło: FIA |                  |             |          |      |

### Prowadzenie w wyścigu
| Nr                              | Kierowca       | Konstruktor | Okrążenia | Suma |
| ------------------------------- | -------------- | ----------- | --------- | ---- |
| 33                              | Max Verstappen | Red Bull    | 1–55      | 55   |
| \| Wykres \| \| ------ \| \| \| |                |             |           |      |
| Źródło: FIA                     |                |             |           |      |
| Wykres                          |                |             |           |      |
|                                 |                |             |           |      |

## Klasyfikacja po wyścigu

### Kierowcy
Źródło: FIA
| P  | +/− | Kierowca           | Starty | Punkty | P1 | P2 | P3 | PP | NO | NS |
| -- | --- | ------------------ | ------ | ------ | -- | -- | -- | -- | -- | -- |
| 1  | 0   | Lewis Hamilton     | 16     | 347    | 11 | 1  | 2  | 10 | 6  | –  |
| 2  | 0   | Valtteri Bottas    | 17     | 223    | 2  | 6  | 3  | 5  | 2  | 1  |
| 3  | 0   | Max Verstappen     | 17     | 214    | 2  | 6  | 3  | 1  | 3  | 5  |
| 4  | 0   | Sergio Pérez       | 15     | 125    | 1  | 1  | –  | –  | –  | 1  |
| 5  | 0   | Daniel Ricciardo   | 17     | 119    | –  | –  | 2  | –  | 2  | 1  |
| 6  | +1  | Carlos Sainz Jr.   | 17     | 105    | –  | 1  | –  | –  | 1  | 3  |
| 7  | +1  | Alexander Albon    | 17     | 105    | –  | –  | 2  | –  | –  | 1  |
| 8  | −2  | Charles Leclerc    | 17     | 98     | –  | 1  | 1  | –  | –  | 4  |
| 9  | 0   | Lando Norris       | 17     | 97     | –  | –  | 1  | –  | 2  | 1  |
| 10 | 0   | Pierre Gasly       | 17     | 75     | 1  | –  | –  | –  | –  | 3  |
| 11 | 0   | Lance Stroll       | 16     | 75     | –  | –  | 2  | 1  | –  | 5  |
| 12 | 0   | Esteban Ocon       | 17     | 62     | –  | 1  | –  | –  | –  | 4  |
| 13 | 0   | Sebastian Vettel   | 17     | 33     | –  | –  | 1  | –  | –  | 2  |
| 14 | 0   | Daniił Kwiat       | 17     | 32     | –  | –  | –  | –  | –  | 1  |
| 15 | 0   | Nico Hülkenberg    | 3      | 10     | –  | –  | –  | –  | –  | 1  |
| 16 | 0   | Kimi Räikkönen     | 17     | 4      | –  | –  | –  | –  | –  | 1  |
| 17 | 0   | Antonio Giovinazzi | 17     | 4      | –  | –  | –  | –  | –  | 3  |
| 18 | 0   | George Russell     | 17     | 3      | –  | –  | –  | –  | 1  | 4  |
| 19 | 0   | Romain Grosjean    | 15     | 2      | –  | –  | –  | –  | –  | 3  |
| 20 | 0   | Kevin Magnussen    | 17     | 1      | –  | –  | –  | –  | –  | 6  |
| 21 | 0   | Nicholas Latifi    | 17     | 0      | –  | –  | –  | –  | –  | 3  |
| 22 | 0   | Jack Aitken        | 1      | 0      | –  | –  | –  | –  | –  | –  |
| 23 | 0   | Pietro Fittipaldi  | 2      | 0      | –  | –  | –  | –  | –  | –  |
| P  | +/− | Kierowca           | Starty | Punkty | P1 | P2 | P3 | PP | NO | NS |

### Konstruktorzy
Źródło: FIA
| P  | +/− | Konstruktor               | Starty | Punkty | P1 | P2 | P3 | PP | NO | NS |
| -- | --- | ------------------------- | ------ | ------ | -- | -- | -- | -- | -- | -- |
| 1  | 0   | Mercedes                  | 34     | 573    | 13 | 7  | 5  | 15 | 9  | 1  |
| 2  | 0   | Red Bull Racing-Honda     | 34     | 319    | 2  | 6  | 5  | 1  | 3  | 6  |
| 3  | +1  | McLaren-Renault           | 34     | 202    | –  | 1  | 1  | –  | 3  | 4  |
| 4  | −1  | Racing Point-BWT Mercedes | 34     | 195    | 1  | 1  | 2  | 1  | –  | 6  |
| 5  | 0   | Renault                   | 34     | 181    | –  | 1  | 2  | –  | 2  | 5  |
| 6  | 0   | Ferrari                   | 34     | 131    | –  | 1  | 2  | –  | –  | 6  |
| 7  | 0   | Scuderia AlphaTauri-Honda | 34     | 107    | 1  | –  | –  | –  | –  | 4  |
| 8  | 0   | Alfa Romeo Racing-Ferrari | 34     | 8      | –  | –  | –  | –  | –  | 3  |
| 9  | 0   | Haas-Ferrari              | 34     | 3      | –  | –  | –  | –  | –  | 9  |
| 10 | 0   | Williams-Mercedes         | 34     | 0      | –  | –  | –  | –  | –  | 7  |
| P  | +/− | Konstruktor               | Starty | Punkty | P1 | P2 | P3 | PP | NO | NS |